# Libnotes semiermis
Libnotes semiermis är en tvåvingeart som först beskrevs av Alexander 1921.  Libnotes semiermis ingår i släktet Libnotes och familjen småharkrankar. Inga underarter finns listade i Catalogue of Life.